# Chevrolet Fleetline
 (janvier 2020).
Si vous disposez d'ouvrages ou d'articles de référence ou si vous connaissez des sites web de qualité traitant du thème abordé ici, merci de compléter l'article en donnant les références utiles à sa vérifiabilité et en les liant à la section « Notes et références ».
La Chevrolet Fleetline est un modèle de voiture produit par le constructeur américain Chevrolet de 1941 à 1952. Entre 1941 et 1942, elle trône en tant que joyau de la gamme, surplombant les modèles Master Deluxe et Special Deluxe ; de 1946 à 1948, la configuration de sa carrosserie se distingue de celle de la Chevrolet Fleetmaster ; enfin, de 1949 à 1952, une version aux finitions spéciales des Styleline Special et Styleline Deluxe est offerte. Au cours de sa dernière année de production, elle n'est disponible qu'avec la finition Styleline Deluxe.
La Fleetline, bien que souvent perçue comme une ligne de modèles de luxe, intègre en réalité des variantes coûteuses telles que les breaks woodie et les hardtops dans la gamme Special Deluxe ou Stylemaster Deluxe. Le terme "Fleetline" est réservé à des modèles spécifiques, caractérisés par leur aérodynamisme amélioré. Ces Fleetlines ont rencontré un succès notable, et leur appellation est restée inchangée en 1946 et en 1949, contrairement à d'autres modèles Chevrolet qui ont subi des modifications de dénomination au cours de ces années charnières.

## Genèse
Depuis le commencement des années 1930, la marque américaine la moins onéreuse au sein de l'ensemble General Motors offre deux modèles, les Standard et Master. La Special Deluxe fait son introduction en 1940, reléguant les Master au segment économique, tout en conservant les mêmes configurations de carrosserie, particulièrement en berline.
En 1940, les ingénieurs et stylistes de General Motors préparent le renouvellement de nombreux modèles dont la conception remonte à 1937. Le millésime 1940 s'avère être une version transitoire comportant une série d'améliorations ; celles de 1941-1942 représentent des véhicules totalement nouveaux, dotés de dimensions plus importantes en longueur et en largeur, sous l'impulsion de Harley J. Earl, directeur du département « Arts et Couleurs », rappelant les prestigieuses Buick de 1941.
Une nouvelle innovation est sur le point de voir le jour, s'inspirant des modèles de Buick et Cadillac : l'introduction du nouveau modèle, d'abord une berline puis un grand coupé aérodynamique, regroupés sous une troisième gamme : les Fleetline, rappelant en dimension réduite les Buick Super.

## 1941-1942

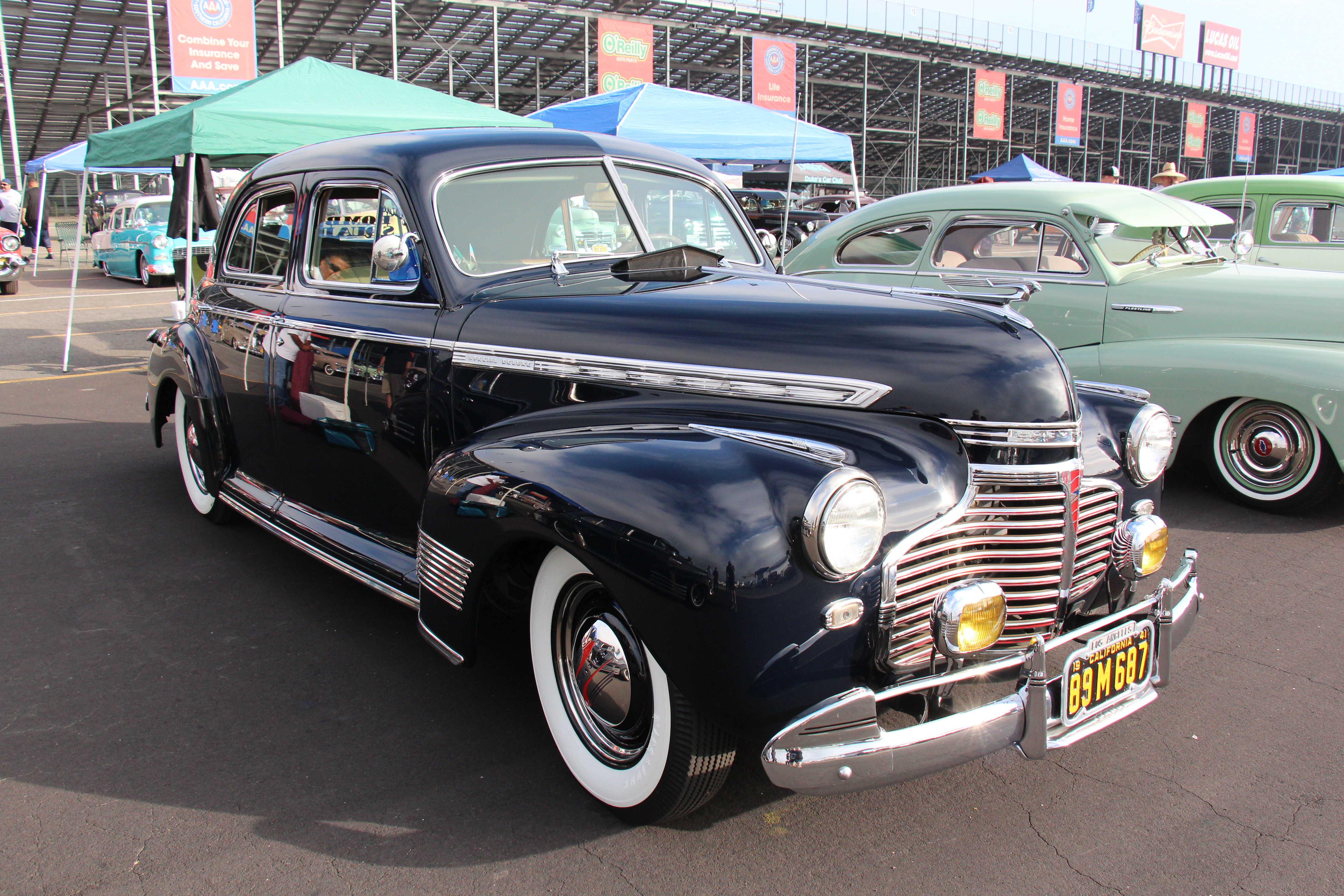
Fleetline Town Sedan de 1941.

La Fleetline, dévoilée au cours de la période intermédiaire de l'année-modèle 1941, se présente comme une berline à quatre portes de type « town sedan ». Ce modèle novateur se distingue des berlines conventionnelles par l'absence de vitre arrière à la seconde portière, remplacée par une glace de custode. À partir de 1942, tous les véhicules du groupe General Motors, ainsi que ceux de son concurrent Chrysler, adoptent ce type de carrosserie.
Bien que ces nouvelles berlines soient introduites au milieu de l'année-modèle 1941, ce qui explique leur absence des catalogues officiels publiés fin 1940, elles connaissent un succès commercial, se vendant au prix de 34 162 dollars.
En l'année 1942, le modèle Town Sedan subit une transformation de dénomination pour devenir le Sportmaster, tandis qu'une variante à deux portes Fastback, appelée « Aerosedan », est également introduite.
Malgré son prix de 880 dollars, cette Chevrolet à deux portes se positionne comme l'un des modèles les plus onéreux de la gamme (à l'exception des cabriolets). Elle rencontre un succès immédiat, enregistrant un total de 61 855 exemplaires vendus. Ceci en fait la version la plus répandue parmi tous les modèles Chevrolet pour l'année écoulée (septembre 1941-février 1942). Les unités produites à partir de fin décembre sont dépouillées de leurs chromes et décorations en inox, remplacés par de l'acier et/ou recouverts de peinture. Ces Fleetline "blackout", rapidement rééquipées ou démolies après-guerre, sont aujourd'hui une version rare et recherchée. La production a été suspendue en février 1942 en raison de l'effort de guerre de la Seconde Guerre mondiale.

Fleetlines fastback Aerosedan de 1942.
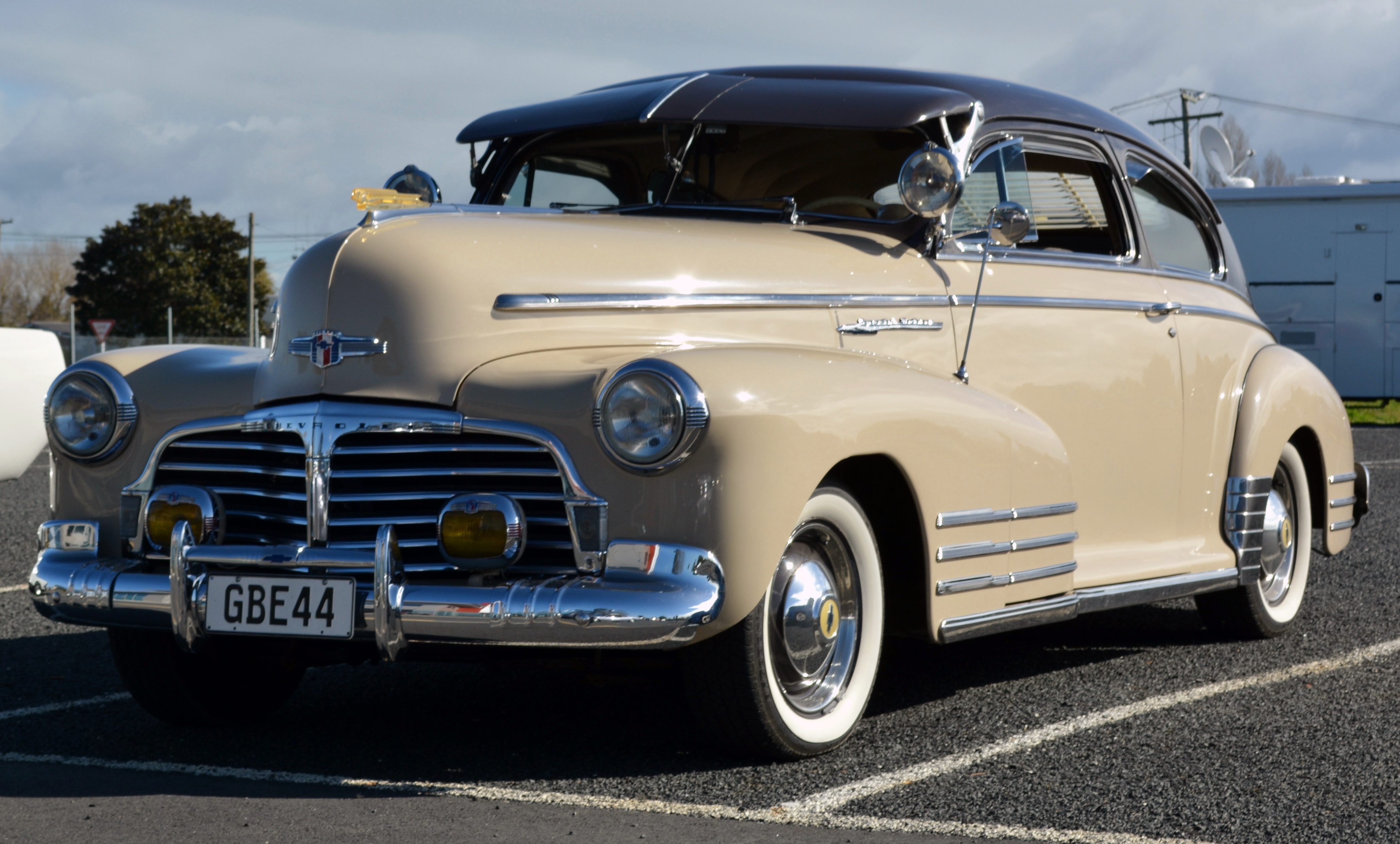
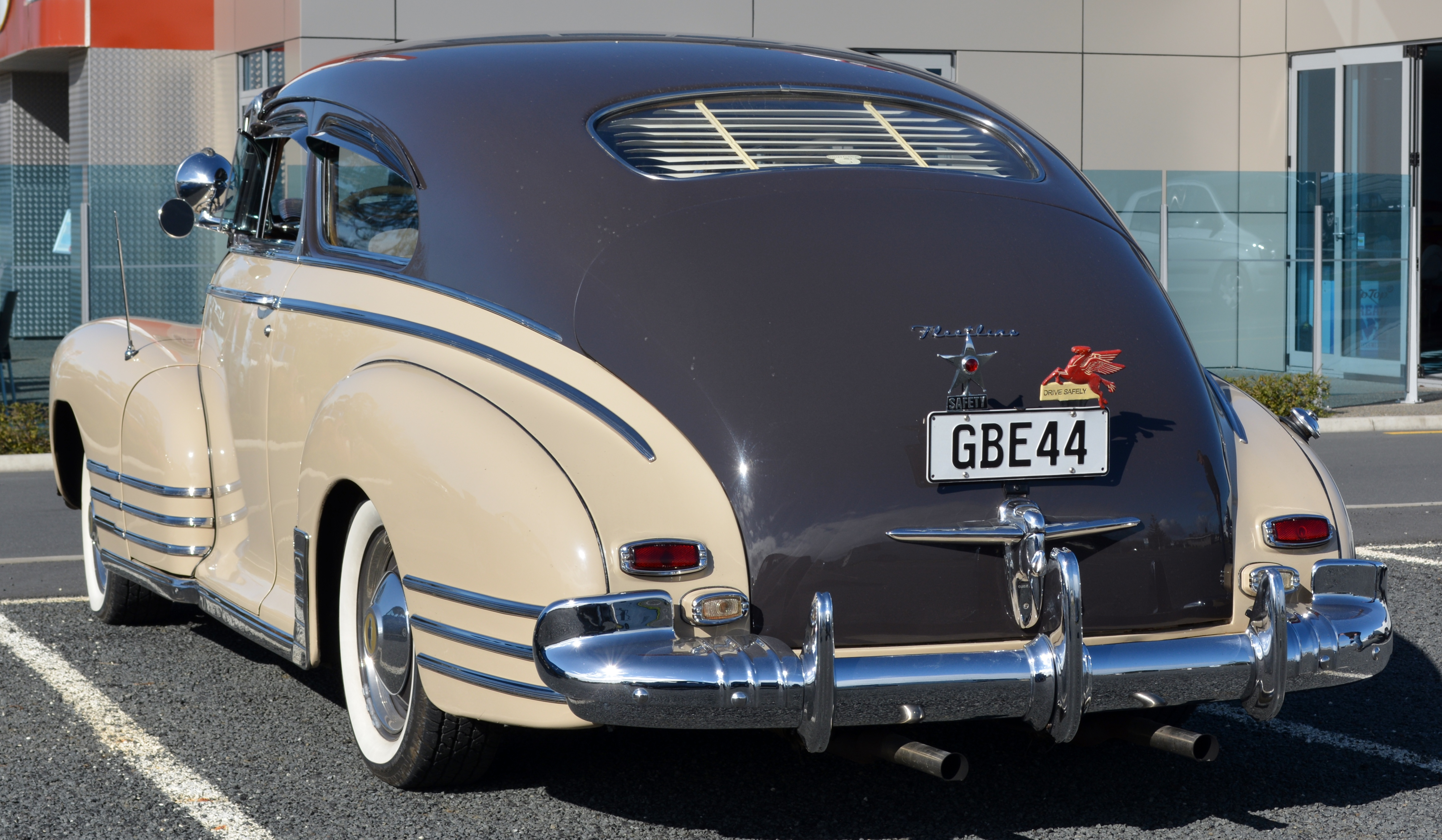
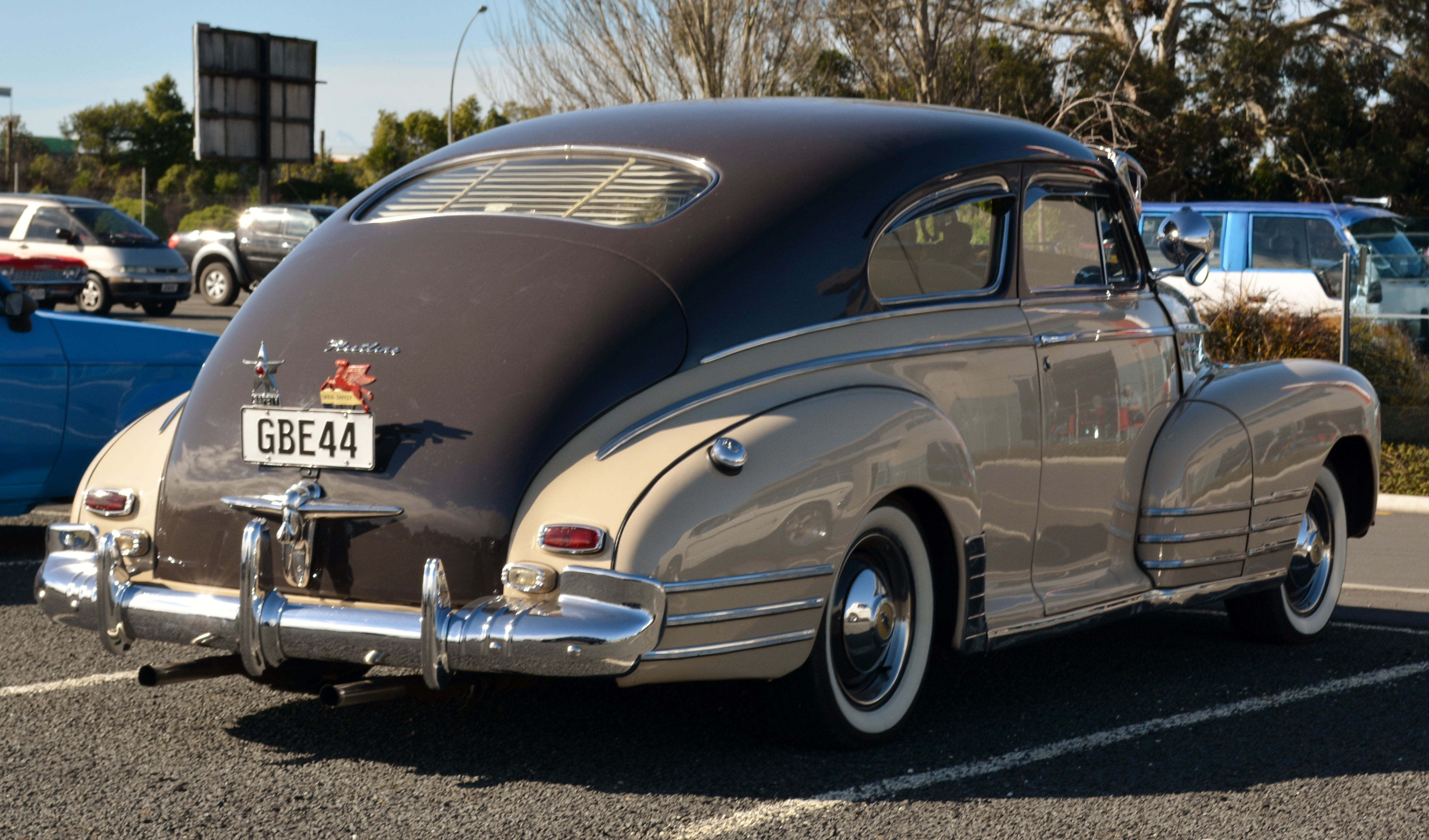
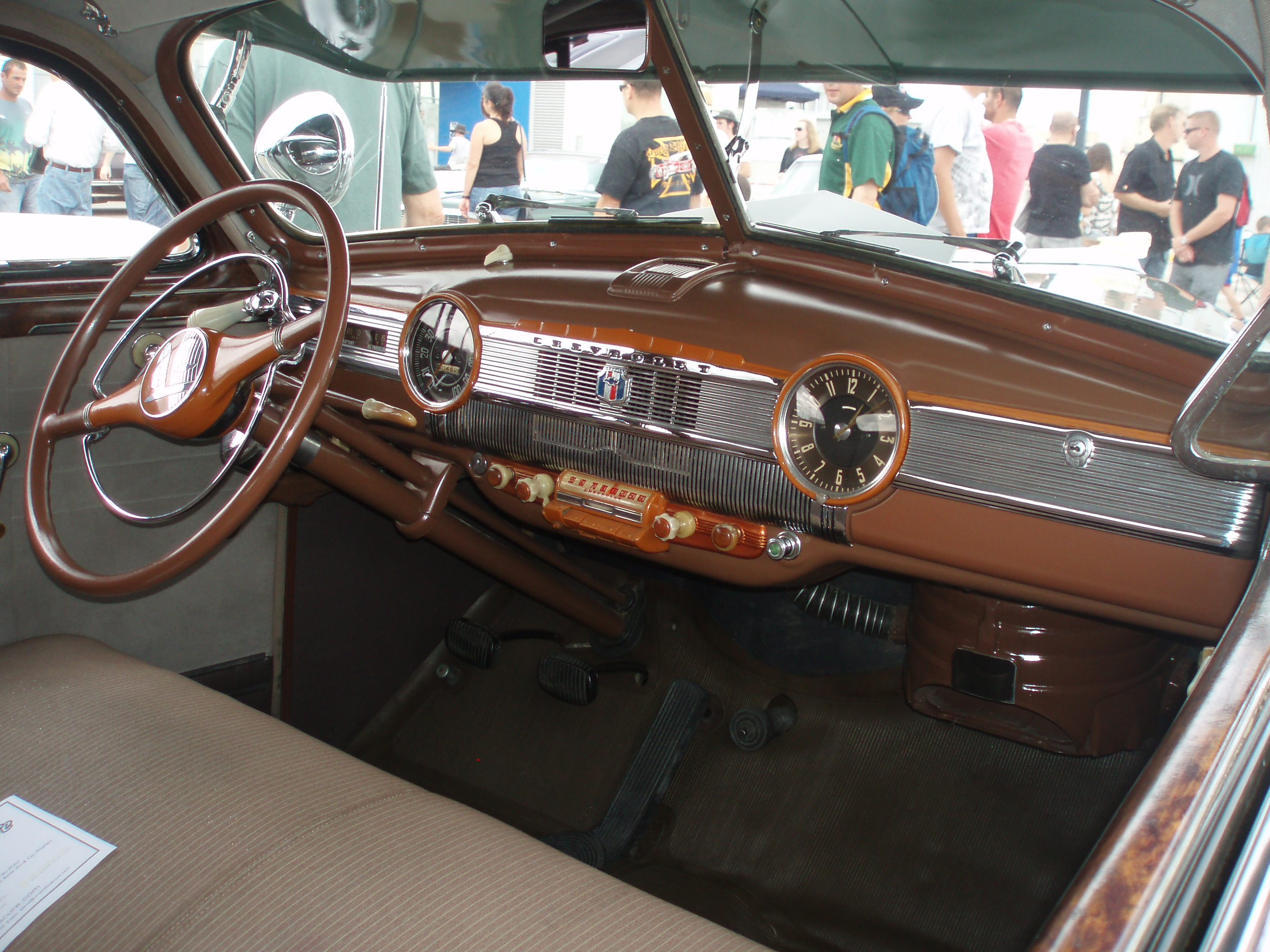

## 1946-1948
Bien que toutes les Chevrolet 1946-1948 aient été une remise à jour de celles de 1942, les deux autres modèles de la gamme avaient adopté de nouveaux noms Stylemaster pour la moins chère et Fleetmaster pour le cœur de gamme. La Fleetline, quant à elle, a continué à être commercialisée avec seulement deux versions : Sportmaster et Aerosedan. La calandre du modèle de 1946 est d'une conception plus sobre que celle utilisée au cours des deux années suivantes.
Dans les années 1947 et 1948, la Fleetline, un modèle automobile de la marque Chevrolet, s'érigeait en prépondérance, comptabilisant 70 % des ventes totales de la marque. Durant cette période, l'Aerosedan recouvra son titre de modèle le plus écoulé.
Le design des Sportmaster, avec quatre portes et quatre vitres, ainsi qu'un coffre séparé, a eu une influence directe sur le style ponton caractéristique des années 1950. Ce style ponton, qui sera notamment présent sur les Styleline de 1949-1952, représente une alternative plus traditionnelle aux nouvelles Fleetline fastback de 1949.

Les Fleetlines produites de 1946 à 1948 conservent les trois bandes chromées sur les ailes, introduites en 1942, ce qui les distingue facilement des Fleetmaster contemporaines. Toutefois, de nombreux propriétaires ajouteront ces bandes chromées à leurs voitures.

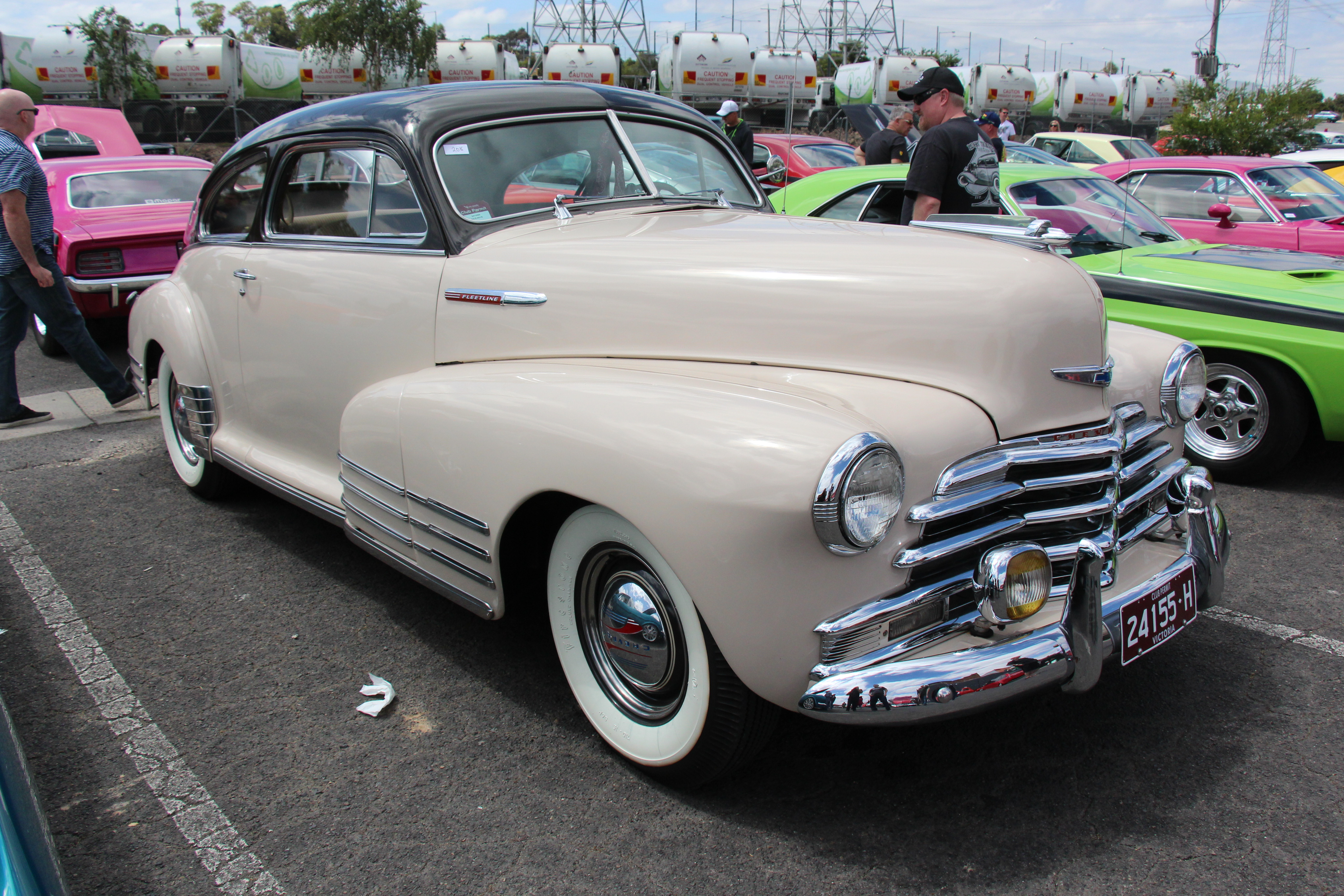
Aerosedan 1947
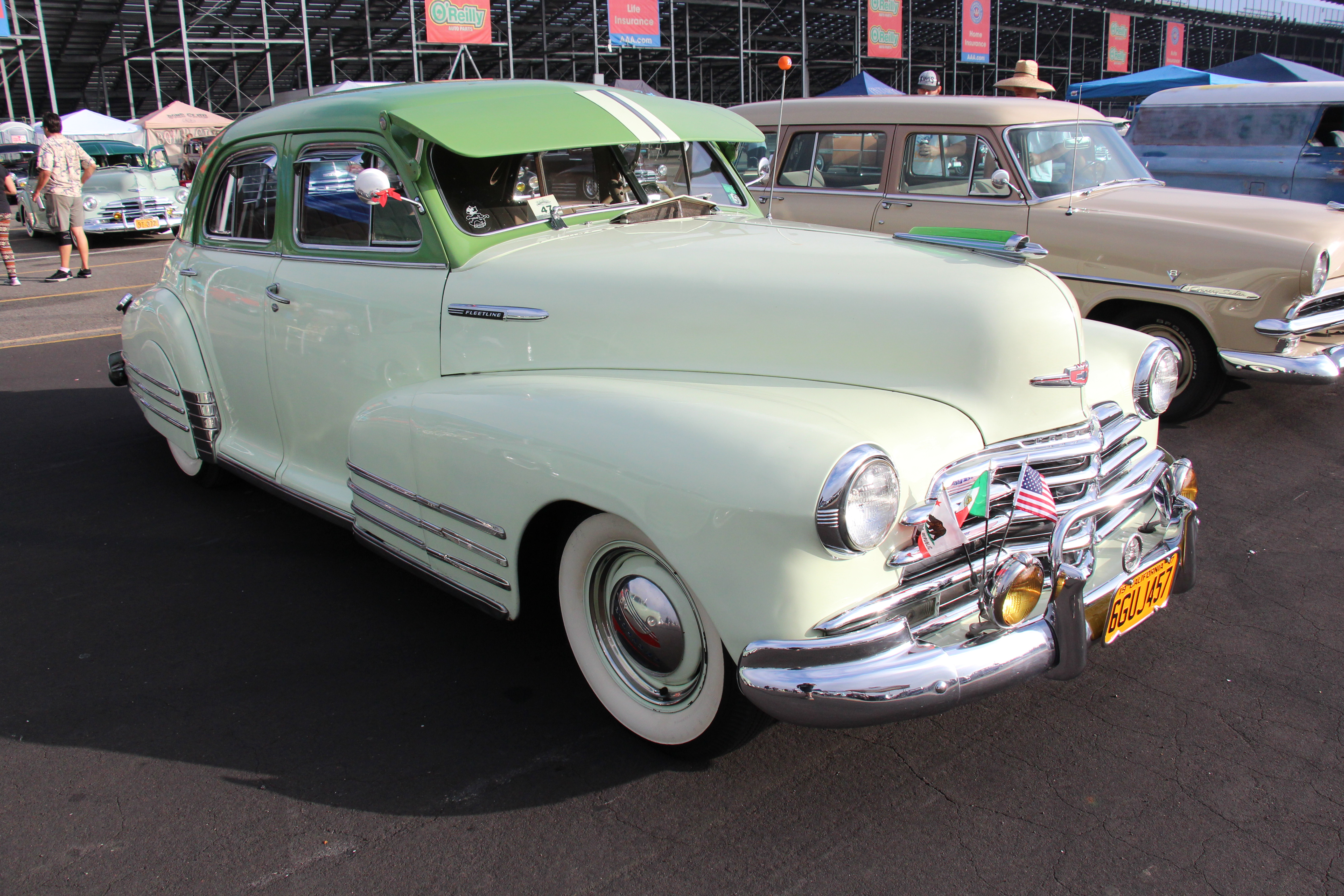
Sportmaster 1947
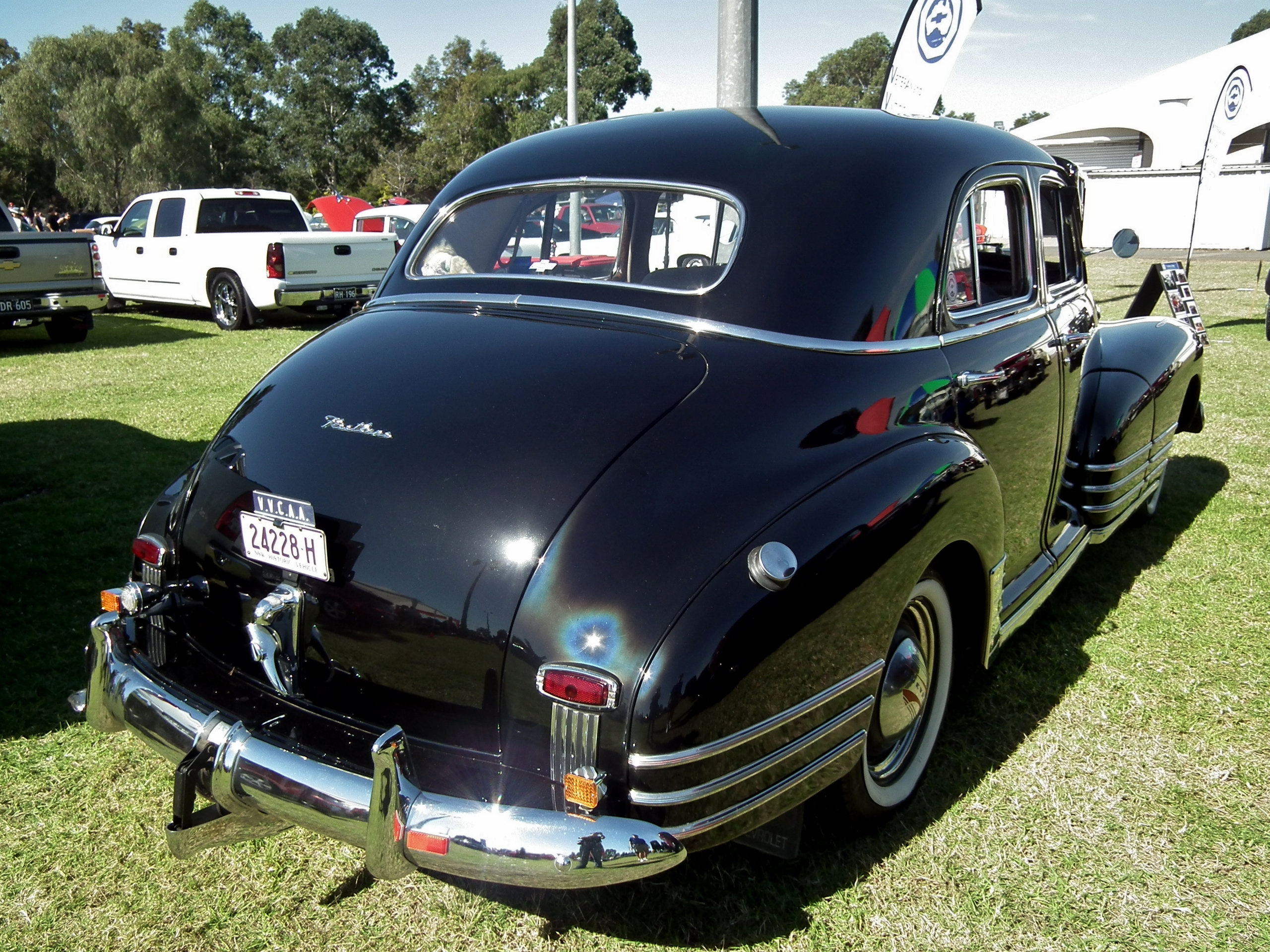
Vue arrière d'une Sportmaster 1948.

## 1949-1952
Pour les modèles des années 1949 à 1952, la Fleetline se présente exclusivement en configuration fastback, même dans sa variante quatre portes. Cette série représente une refonte complète de la Fleetline, caractérisée par des lignes plus fluides et des ailes arrière intégrées. Elle est désignée comme un « fastback » en raison de sa ligne de toit inclinée distincte qui s'étend jusqu'au couvercle du coffre. Les Fleetline se distinguent par leur profil plus bas par rapport aux berlines Styleline (Special et Deluxe) produites entre 1949 et 1952. Leur pare-brise est positionné à une hauteur inférieure de 25 mm par rapport à celui des berlines Styleline, et seule la section inférieure des portes est interchangeable entre les deux modèles.
Dorénavant, les Chevrolet Fleetline ne sont plus considérées comme un modèle distinct, mais sont intégrées dans les gammes Special (bas de gamme) et Deluxe comme les Styleline, au look plus conventionnel hormis le coupé hardtop Bel Air introduit en 1950.
Les Fleetline, prisées dès leur introduction sur le marché, surpassant largement les Styleline à deux portes et rivalisant avec celles à quatre portes, voient néanmoins leur popularité décliner, notamment les modèles bon marché Fleetline Special, alors que les ventes des berlines classiques connaissent un essor. En 1950, on observe un léger fléchissement des ventes des Fleetline, tandis que celles des berlines traditionnelles continuent de croître. En 1951, les Fleetline deviennent de plus en plus rares, et en 1952, le nom Fleetline cesse d'exister en tant que gamme distincte, ne subsistant que la version Deluxe à deux portes. qui, avec 37 164 exemplaires, représentait la moitié des ventes des Bel Air de 1952. Avec le style Fastback perdant de son attrait, Chevrolet a abandonné la gamme Fleetline en 1953.

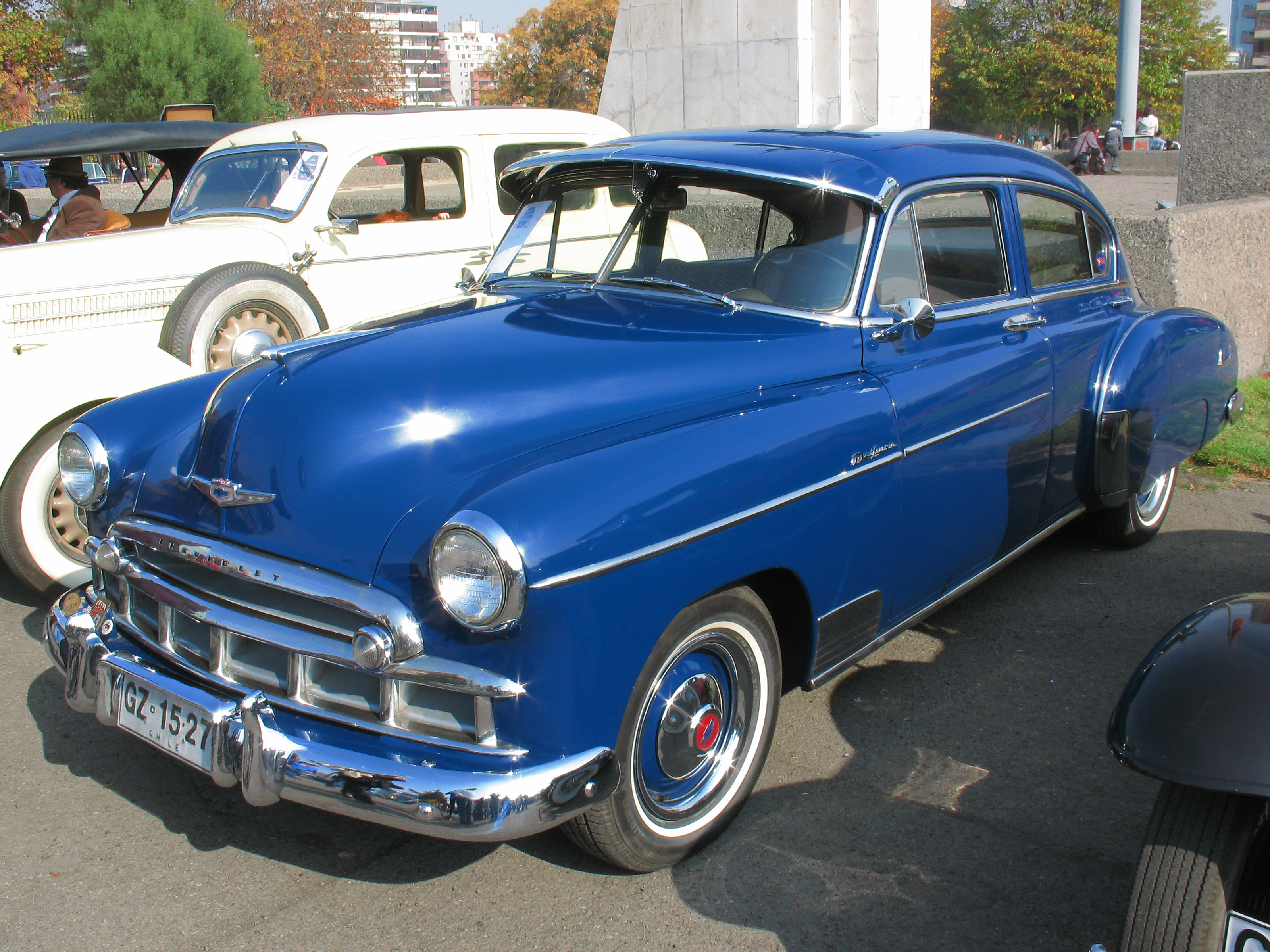
Fleetline Deluxe 4 portes de 1949.
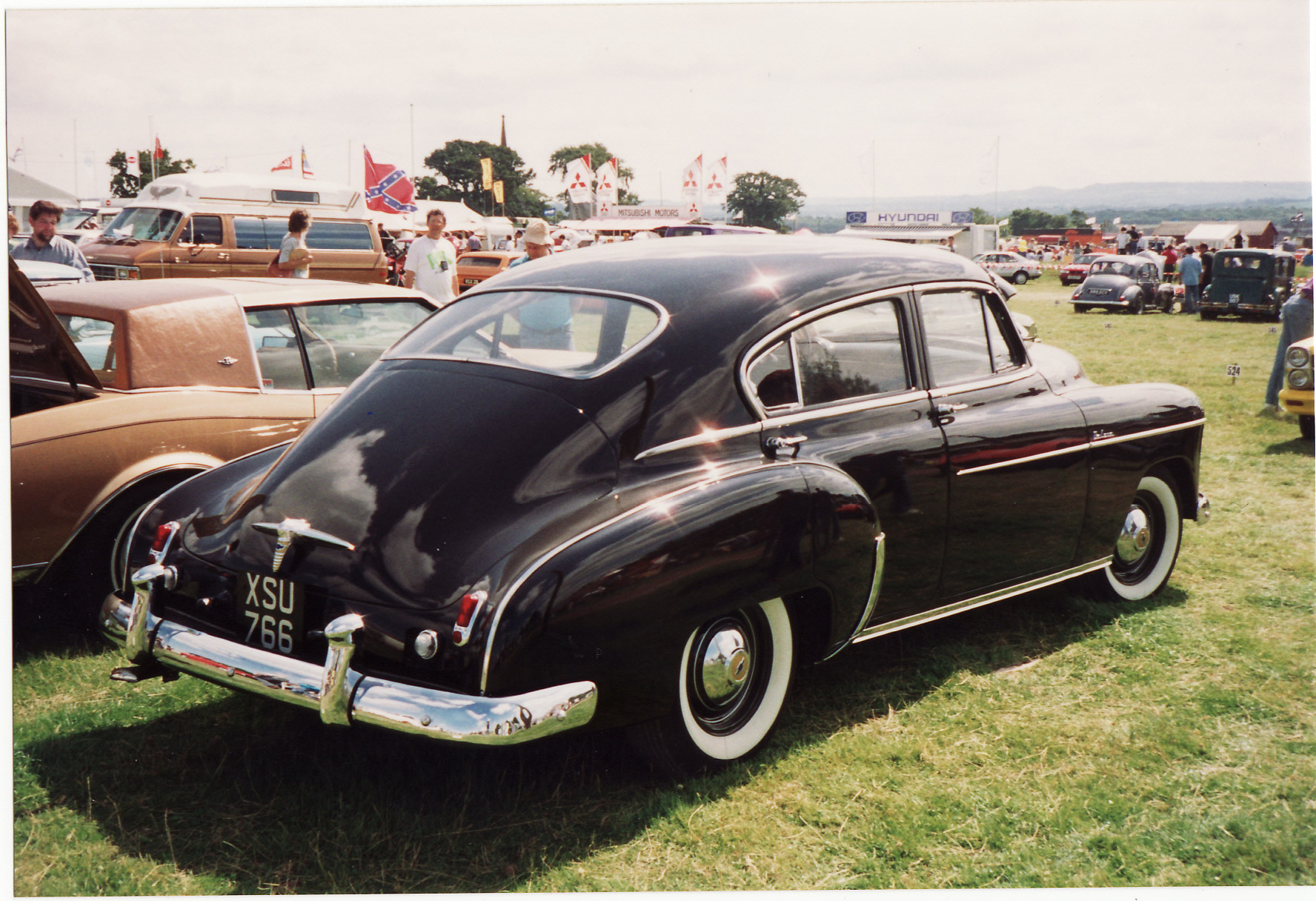
Vue arrière (modèle 1950).
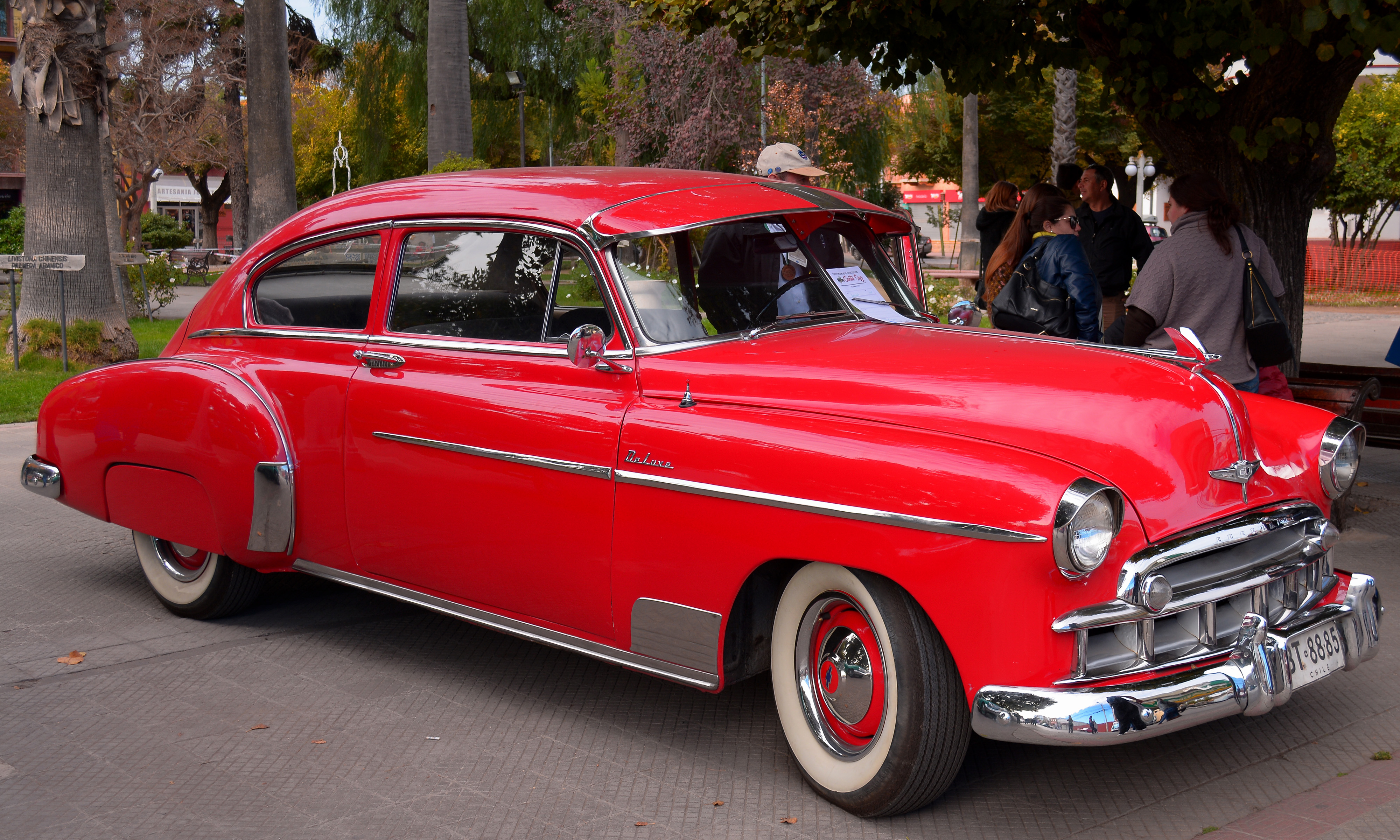
Version 2 portes de 1949.
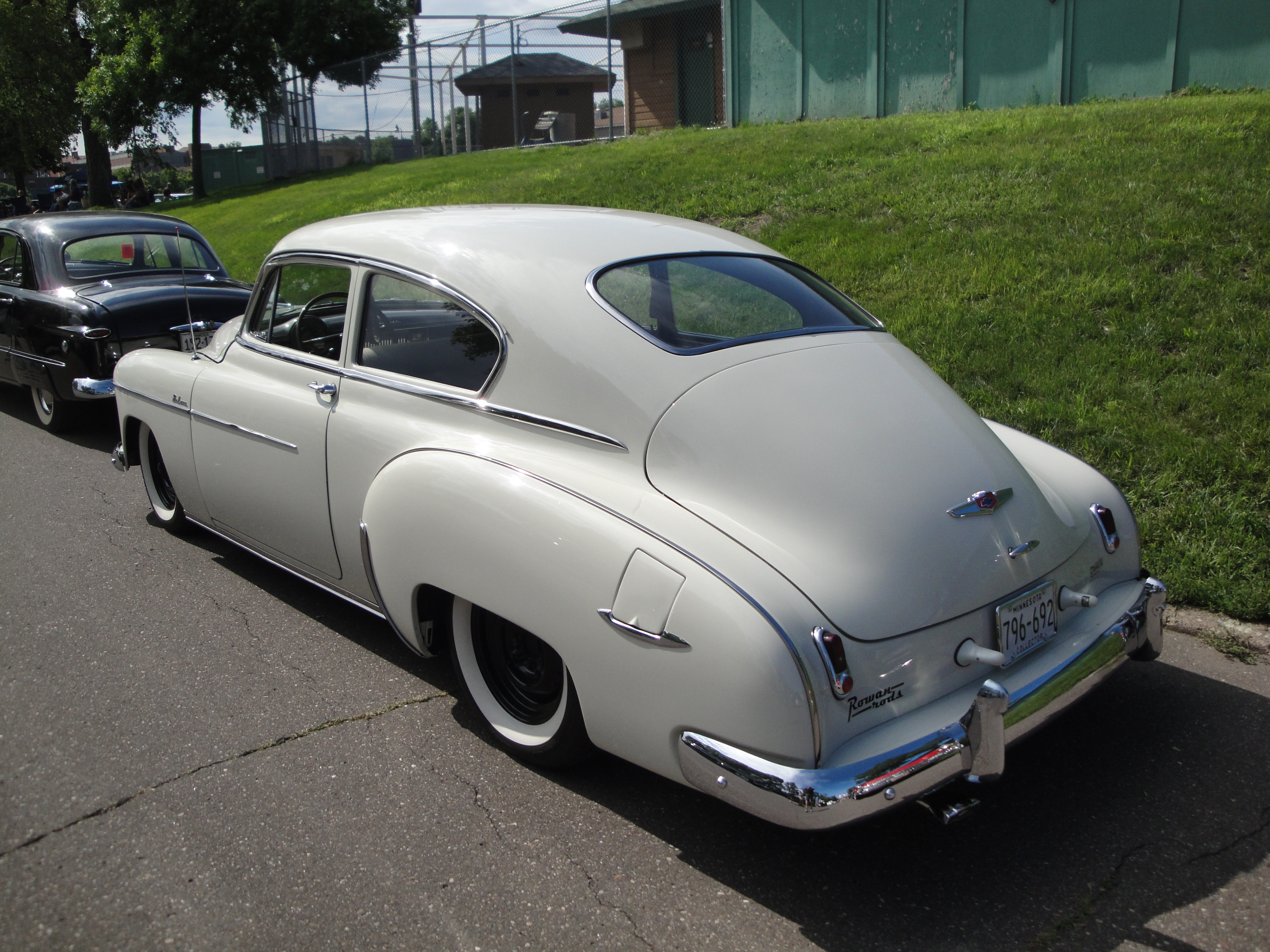
Arrière aérodynamique.
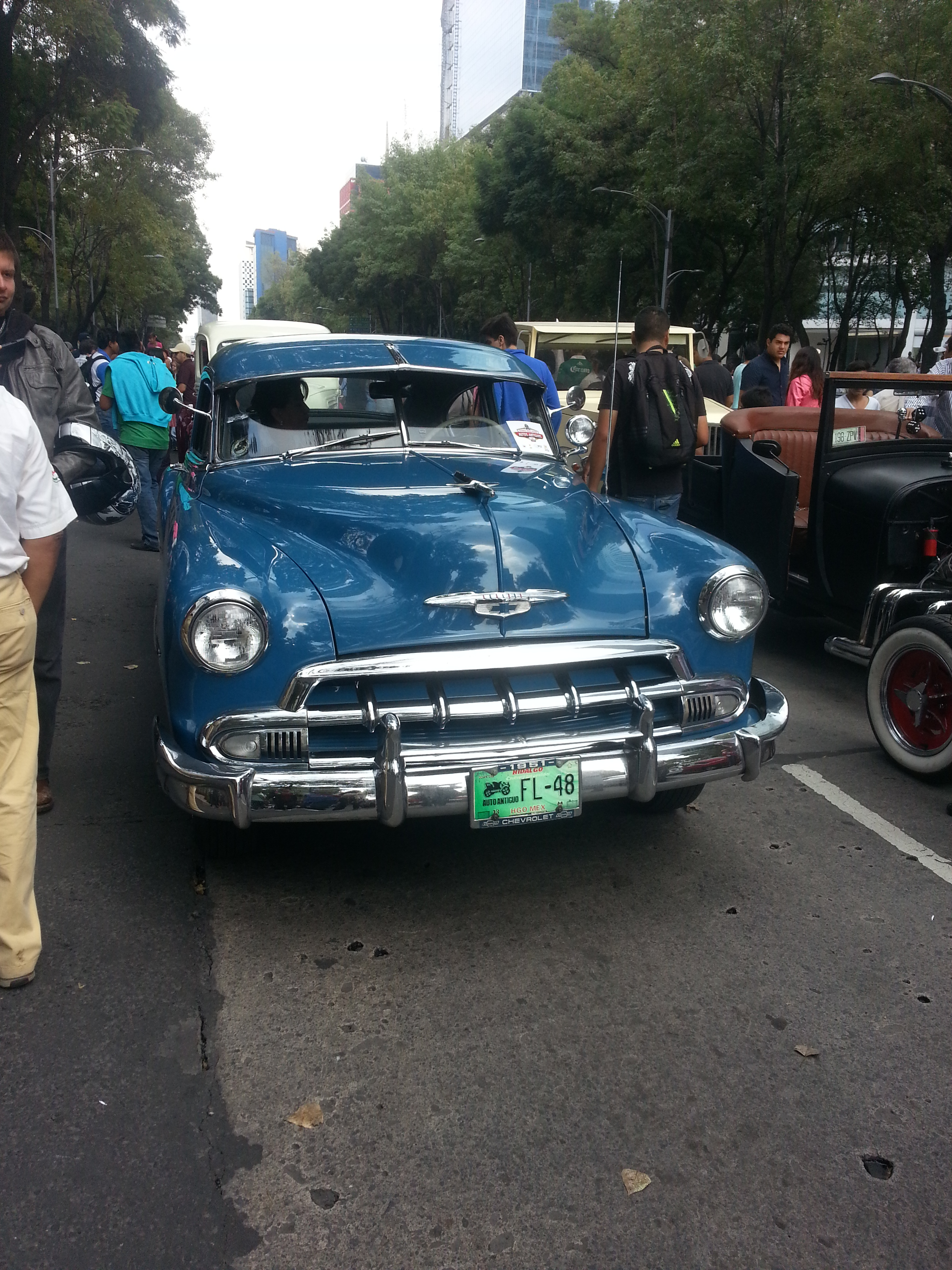
Rare Fleetline 1952 à Mexico.

## Caractéristiques
(janvier 2020).
Dans les modèles produits entre 1941 et 1949, la seule option de moteur disponible est le "Blue Flame", un moteur à 6 cylindres en ligne d'une cylindrée de 85 centimètres cubes, soit environ 3,5 litres. Ce moteur développe une puissance de 91 ch (67 kw) à 3 300 tours par minute. En 1950, une augmentation de la compression permet d'atteindre une puissance légèrement supérieure, portée à 93 ch (69 kw). Cette même année voit l'ajout d'un autre moteur à six cylindres, cette fois-ci équipé d'un simple carburateur et d'une cylindrée de 92,7 centimètres cubes, soit environ 3,9 litres, offrant une puissance de 106 ch (78 kw). Une Fleetline de ce millésime est capable d'atteindre une vitesse de plus de 130 kilomètres par heure sans surmultiplication.
Les premiers modèles sont équipés d'une transmission manuelle à trois vitesses avec synchronisation, dotée d'un changement de vitesse assisté par le vide. Dans ce système, le levier de vitesse à trois arbres peut être déplacé entre les rapports avec une pression minimale. La troisième vitesse est directe, ce qui signifie que les vitesses d'entrée et de sortie sont égales. De 1950 à 1952, année de fin de production, une transmission automatique PowerGlide est proposée en option. Cependant, elle est réputée pour sa lenteur. La surmultiplication est alors disponible en tant qu'option rare. La liaison à l'extrémité arrière du troisième élément se fait via un arbre de transmission à tube de torsion fermé. Les freins sont de type hydraulique avec des tambours sur toutes les roues. En 1951, les tambours deviennent les plus grands disponibles sur le marché. Le maître-cylindre est situé sous le plancher, relié au rail du châssis, du côté du conducteur. Les amortisseurs sont de type à levier, mais uniquement pour les premières années de production. Le pare-brise reste en verre plat avec un montant central.

## Style
Les Fleetline de 1941 à 1948 se caractérisent par des lignes courbes élégantes ainsi que des ornements en chrome et en acier inoxydable à l'extérieur. Dans les versions précédentes, les pare-chocs arrière pouvaient être équipés d'un protecteur central en option, nécessitant son retrait pour ouvrir le coffre. Les pare-chocs avant et arrière pouvaient être agrémentés d'embouts chromés en option, des pièces ajoutées aux extrémités des pare-chocs d'origine. Bien que non proposé par Chevrolet, un grand pare-soleil externe, utile pour protéger le conducteur des reflets métalliques du tableau de bord, était populaire parmi les accessoiristes.
Les modèles de 1949 à 1952 se distinguent fondamentalement des années précédentes par leur silhouette « fastback », nettement différente d'une berline standard.
À l'intérieur, on retrouve des sièges en tissu et un tableau de bord en métal, parfois agrémenté d'une imitation de grain de bois. La radio est généralement de type tube à vide mono avec haut-parleur intégré. Un cendrier est situé du côté droit du tableau de bord, à proximité de l'horloge. Selon l'année de fabrication, les commandes de starter et d'accélérateur peuvent être positionnées sur le tableau de bord. Sur le côté droit se trouve le levier de starter. Au début de la production, l'horloge, à remontage manuel sur sept jours, était intégrée à la porte de la boîte à gants. Dans les modèles de 1949 et 1950, l'horloge est déplacée à côté de la boîte à gants et le tableau de bord est redessiné, puis dans les versions ultérieures, elle est placée au centre du tableau de bord, dans un boîtier central. Ce tableau de bord révisé comprend deux cosses rondes pour le compteur de vitesse et les autres jauges, tandis que les modèles de 1949 et 1950 comportent une grande cosses ronde directement devant le volant sur le tableau de bord.